# Opravdová láska (seriál)
Opravdová láska (ve španělském originále Amor real) je mexická telenovela produkovaná společností Televisa a vysílaná na stanici Las Estrellas v roce 2003. V hlavních rolích hráli Adela Noriega, Fernando Colunga, Mauricio Islas a Helena Rojo.

## Obsazení
- Adela Noriega jako Matilde Peñalver y Beristáin de Fuentes Guerra
- Fernando Colunga jako Manuel Fuentes Guerra
- Mauricio Islas jako Adolfo Solís / Felipe Santamaría
- Helena Rojo jako Augusta Curiel de Peñalver y Beristáin